# 216888 Sankovich
216888 Sankovich è un asteroide della fascia principale. Scoperto nel 2008, presenta un'orbita caratterizzata da un semiasse maggiore pari a 2,6276855 UA e da un'eccentricità di 0,2431914, inclinata di 12,06962° rispetto all'eclittica.